# José Alberto Azeredo Lopes
José Alberto de Azeredo Ferreira Lopes (Oporto, 1961) es un profesor universitario portugués, fue ministro de Defensa de Portugal, desde el 26 de noviembre de 2015 hasta el 15 de octubre de 2018.

## Biografía
Es licenciado, máster y doctor en Derecho por la Facultad de Derecho de la Universidad Católica Portuguesa, donde es profesor.
Fue director de la Escuela de Oporto de la Facultad de Derecho de la Universidad Católica Portuguesa (2005-2006) y presidente de la Entidad Reguladora para la Comunicación Social (2006-2011).
Entre 2013 y 2015, fue jefe de Gabinete del alcalde de Oporto, Rui Moreira.